# Waterpeperbrand
De waterpeperbrand (Sphacelotheca hydropiperis) is een schimmel die behoort tot de familie Microbotryaceae. Deze biotrofe parasiet komt voor op de zachte duizendknoop (Persicaria dubia), de waterpeper (Persicaria hydropiper) en de perzikkruid (Persicaria maculosa).

## Verspreiding
Waterpeperbrand komt voor in Europa, Noord-Amerika, Azië (Japan) en Oceanië (Nieuw-Zeeland en Australië).